# Athlon
Az Athlon az AMD cég védjegye különböző, általa tervezett és gyártott x86 processzorainak elnevezésére. 
Az Athlon név az angol decathlon, azaz tízpróba szóból származik.

## Athlon / K7
Az eredeti Athlon (más néven Athlon Classic) 1999-ben jelent meg a piacon. Kódneve „K7”. Tokozásilag kezdetben a Slot A szabványt használta, később áttért a cég a Socket A formátumra.
Ebben a processzorban debütált a 3DNowEx utasításkészlet.
Az Athlon az Alpha EV6 buszra épül és támogatja a többprocesszoros üzemmódot.
A SlotA korszakban a magban csak az elsőszintű gyorsítótár volt, a másodszintű magára a kártyára került, a processzor sebességénél lassabb verzióban. Az osztó a cpu sebesség és az L2 cache sebesség között 1/2 vagy 2/3 volt. Egyszerűen nem tudtak elég gyors cache chipeket előállítani nagy mennyiségben, ezért kellett a csökkentett sebesség. 
Ezt hívták Slot A Athlonnak, 500 és 1000 MHz közötti órajeleken lehetett megvásárolni. Az 1000 MHz-es Athlon nyerte a "csatát", amelyet az Intellel folytatott az AMD a világ első gyárilag 1 GHz-es processzorának címéért. Hivatalosan nem adták ki, de létezett egy 1100 MHz-es verzió is. (ezzel párhuzamosan még nem volt Duron)
2000-ben következett az Athlon Thunderbird, Socket A foglalattal. Ez már a magban tartalmazta mindkét cache-t, az L2 is teljes sebességűvé vált, ezzel drasztikus teljesítménynövekedést értek el. A processzorkártya helyett egy 462 lábú műanyaglapra került a chip, ez lett a Socket A formátuma, amelyet az AMD hét évig használt.
Világossá vált, hogy az AMD-nek a túlélés érdekében változtatnia kell a stratégiáján. Jerry Saunder (alapító és elnök-vezérigazgató) felismerte ezt, és kidolgozta a híres „virtuális gorilla” stratégiát. Ennek jegyében stratégiai iparági szövetségeket kötöttek és használtak ki, hogy az Intellel egyenlőbb technológiai háttérrel tudjon versenyezni.
Ennek az első gyümölcsei 1999 augusztusában értek be, amikor az AMD megjelentette az Athlon (K7) processzort. A tervezőcsapat főnöke Dirk Meyer volt, a DEC Alpha projekt egyik vezetője. Jerry Sandersnek a DEC csapat számos mérnökét sikerült átcsábítania, ahogy a DEC lassan leépítette az Alpha projektet, így sikerült meglehetősen olcsón hozzájutnia egy első osztályú processzortervező csapathoz. Megjegyzendő, hogy az Athlon tervezőcsapatában azok is részt vettek, akik a K5 és a K6 processzorokon dolgoztak.
Az Athlon fejlett mikroarchitektúrája az általános jó teljesítményre lett kihegyezve, egy meglehetősen fejlett lebegőpontos egységgel (FPU). Az Intel P6-hoz hasonlítva az Athlon fejlettebb volt; számos problémát és szűk keresztmetszetet sikerült orvosolniuk, amik az Intel designban szerepeltek. Az Athlonnak nagyobb lett az utasítás-átbocsátó képessége (execution per clock throughput).  A fejlődés oka részben az volt, hogy az eredeti Intel P6 ugyanis korábbi tranzisztorgyártási processzel készült, mint az Athlonok. Az első Athlonoknak voltak kezdeti problémáik az utasításelágazás-előrejelzéssel, valamint az alacsony órajelekkel, de mire a végleges változat megjelent egy (akkor) lenyűgöző 650 MHz-es órajellel, megrázta az egész informatikai iparágat.
Az Intel azonnal reagálni kényszerült, a P6 magjának gyors újratervezésével, amivel kijavították az utasítás-futószalag (pipeline) számos megakadását, amik a P6 teljesítményét rontották. Az eredmény a Coppermine processzorverzió lett. Mindenesetre, a kapkodás nagyon igénybe vette az Intel gyártósorait, és a bejelentés után még sokáig nehezen volt beszerezhető a Coppermine.
Ezzel ellentétben, az AMD processzorok gyártása a várakozásokon felül alakult. Így az AMD 2000. március elején bejelentette a 900 MHz-es és 1 GHz-es Athlon processzorait, és még ugyanabban a hónapban tömegesen szállítani is tudta őket, ismét meglepve ezzel az iparágat. Az Intel néhány nappal az AMD után bejelentette 1 GHz-es Pentium processzorát, de hónapokon keresztül képtelen volt tömeggyártani őket.
A Motorolával együttműködve a „virtuális gorilla” stratégia részeként, az AMD egy évvel az Intel előtt be tudta vezetni alkatrészeiben a réz összeköttetéseket, amivel egyértelmű előnyt szerzett a gyártási technológiában, és így az órajelekben is.
Az AMD nagy súlyt fektetett az Athlonok számára készült alaplapok teljesítményére és megbízhatóságára, egy minőségbiztosítási program keretében. Miután magabiztosan kézben tartotta a piac felső, teljesítményigényes végét, az AMD kibocsátott egy olcsóbb árkategóriájú processzorcsaládot, az Athlon magján alapuló Duront. Ezek a technológiai és marketingsikerek sokat tettek az AMD hírnevének újra megalapozása érdekében, és az AMD processzoraiból gúnyt űző viccek lassan feledésbe merültek. Az AMD K6-osának áraival továbbra is alávágott az Intel árainak a piac alsó szegmensében, és amíg az Intelnek gyártási problémákkal és alkatrészhiánnyal kellett szembenéznie, az AMD piaci részesedése szép lassan 23%-ra kúszott fel.
Marketingszempontból az AMD-nak sikerült a lehető legtöbbet kihoznia teljesítményelőnyéből, a szállítás megbízhatóságából és a nagyobb stabilitásból. A marketingstratégia technikai oldalon a könnyen megismételhető, az alkalmazások széles körén alapuló teljesítménytesztekre összpontosított. Ezt a stratégiát jól alátámasztották a különböző tesztoldalak és magazinok tesztjei, amik  megerősítették az AMD teljesítményre vonatkozó állításait, és az Athlon processzor felsőbbrendűségét az Intel ajánlataival szemben, éveken keresztül. Nem lehet eléggé hangsúlyozni, milyen fontos volt ez az AMD hírneve és hitelessége szempontjából.
Az Athlon K7 fényes sikere kezdett elhalványodni, ahogy az Intel megjelentette a Pentium 4 processzort. Bár a K7 sokkal nagyobb órajeleket tudott elérni, mint a Pentium 3 sorozat, az új Netburst architektúra, ami tervezési célja szerint kizárólag a hosszú futószalag (mély pipeline) és a magas órajel segítségével éri el nagy teljesítményét, kezdett túlnőni az Athlon sorozaton. Az AMD ellenlépése erre az Athlon XP volt, ami versenyképes tudott maradni egészen a Pentium 4 Northwood CPU megjelentéséig, ami a korai Pentium 4-eseknél jóval hatékonyabban működött, és jóval nagyobb órajeleken, egészen 3,4 GHz-ig bezárólag.
Ez alatt az idő alatt az AMD-nek nem volt más adu a kezében, mint az öregedő K7 architektúra. Bár a K8 már a tervezőasztalon feküdt, még évekig nem volt elérhető, tehát az AMD-nek a K7-est kellett a piacon eladnia. Az Athlon XP-vel kezdve az AMD elkezdett olyan processzorneveket használni, amik az Athlon XP teljesítményét a korai Athlon processzorok teljesítményéhez hasonlítják (például: Athlon XP 1800+ = Athlon processzor 1800 MHz-en). Ezt a definíciót később nem mindig pontosan így használták.
Az AMD folyamatosan veszített piaci részesedéséből, ahogy az Intel egyre jobban növelte processzorainak órajelét. Igazán súlyossá akkor vált számára a helyzet, amikor az Intel bevezette a hyperthreading technológiát. Ez egy második, virtuális processzort nyújtott, és így az Intel egy tényleges, komoly teljesítményelőnyre tett szert a K7-tel szemben. Az AMD visszaszorult az alsóbb piaci szegmensekbe, miközben az Intel a Pentium 4 Northwooddal uralta a piacot.

## A harmadik generáció
2001-ben megjelentek az Athlon harmadik generációs,  Palomino nevű  processzormagra épülő verziói: Athlon XP (asztali), Athlon 4 (mobil) és Athlon MP (kiszolgáló). Ezek az SSE utasításkészletet is támogatják.
2002 júniusától kapható a negyedik generációs Athlon Thoroughbred.
2003-ban jött az ötödik generáció, az Athlon Barton.
Az Athlon kisebb L2 (másodszintű) gyorsítótárral rendelkező változatai Duron néven kerültek piacra.